# Macugonalia rubricosa
Macugonalia rubricosa är en insektsart som beskrevs av Philip Reese Uhler 1895. Macugonalia rubricosa ingår i släktet Macugonalia och familjen dvärgstritar. Inga underarter finns listade i Catalogue of Life.